# Шостакович, Владимир Болеславович
Влади́мир Болесла́вович Шостако́вич (1870—1942) — советский геофизик, директор Иркутской магнитно-метеорологической обсерватории, профессор Иркутского государственного университета.

## Биография
Родился 17 июля 1870 года в Томске. Учился в Томском реальном училище, затем — в Мюнхенском политехникуме, Мюнхенском университете, окончил Базельский университет, защитив диссертацию доктора философии по естественным наукам.
Вернувшись в Иркутск, с 1895 года являлся консерватором музея Восточно-Сибирского отделения Русского географического общества. С 1900 года работал в Иркутской магнитно-метеорологической обсерватории, заведовал отделением сети станций, с 1910 года был заместителем директора Обсерватории.
В 1917 году назначен директором Иркутской обсерватории, работал в этой должности до 1929 года. Профессор Иркутского государственного университета, с 1921 по 1923 год — заведующий кафедрой метеорологии лесного отделения Практического политехнического института в Томске.
С 1929 года — в Государственном гидрологическом институте в Ленинграде.
Умер зимой 1942 года в блокадном Ленинграде.
Дядя композитора Д. Д. Шостаковича.

## Некоторые публикации
- Шостакович, В. Б. Материалы для изучения климата Енисейской губернии: Енис. переселен. р-он. — Иркутск, 1917. — 103 с.
- Шостакович, В. Б. Климат Иркутска: Результаты наблюдений Иркутской магнитно-метеорологической обсерватории за 30-летие 1887-1916 гг.. — Иркутск, 1920. — 101 с.
- Шостакович, В. Б. Солнечные пятна. Периодичность в явлениях природы. — Иркутск, 1928. — 124 с.